# 嵩山少林寺
嵩山少林寺（すうざん しょうりんじ、拼音: Sōng Shān Shàolín sì）は、中華人民共和国河南省鄭州市登封市にある中岳嵩山の中の少室山の北麓にある寺院。インドから中国に渡来した達磨による禅を伝えられた地と伝えられ、中国における禅の名刹である。また少林武術の中心地でもある。なお、少林寺拳法は昭和11年に嵩山少林寺にて北少林義和門拳を継承した宗道臣が日本で創始したものであり、文革後再興した現在の嵩山少林寺武術とは別物。
伽藍は壮麗な七堂伽藍であり、北西には初祖庵、南西には二祖庵があり、五乳峰中には達磨洞がある。
中国の5A級観光地（2007年認定）。2010年に「天地の中央」にある登封の史跡群のひとつとしてユネスコの世界遺産に登録された。

## 歴史

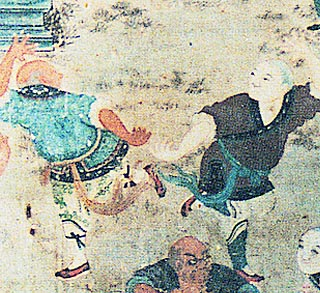
少林寺千佛堂の壁画。武術の鍛錬をする僧たち

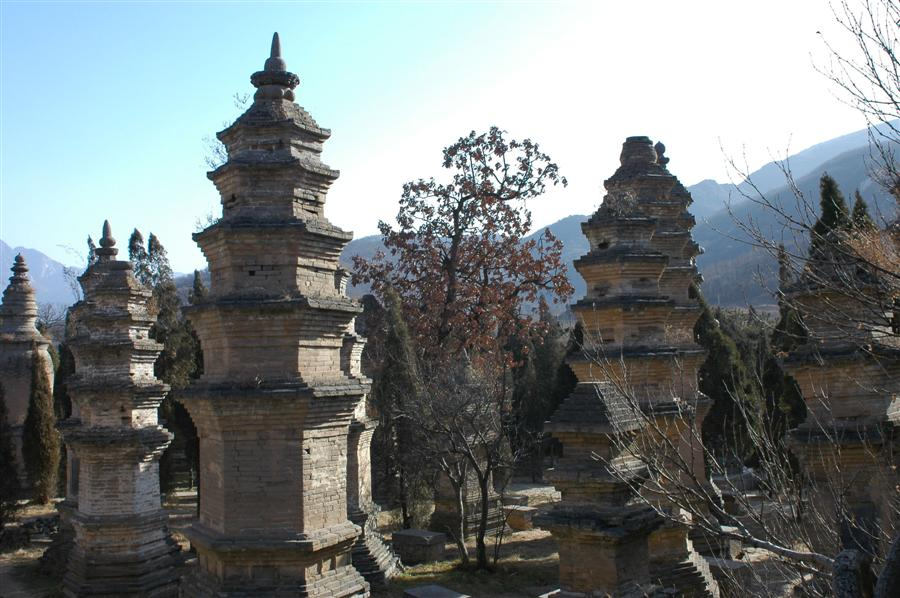
塔林。唐代以来の高僧たちの墓所

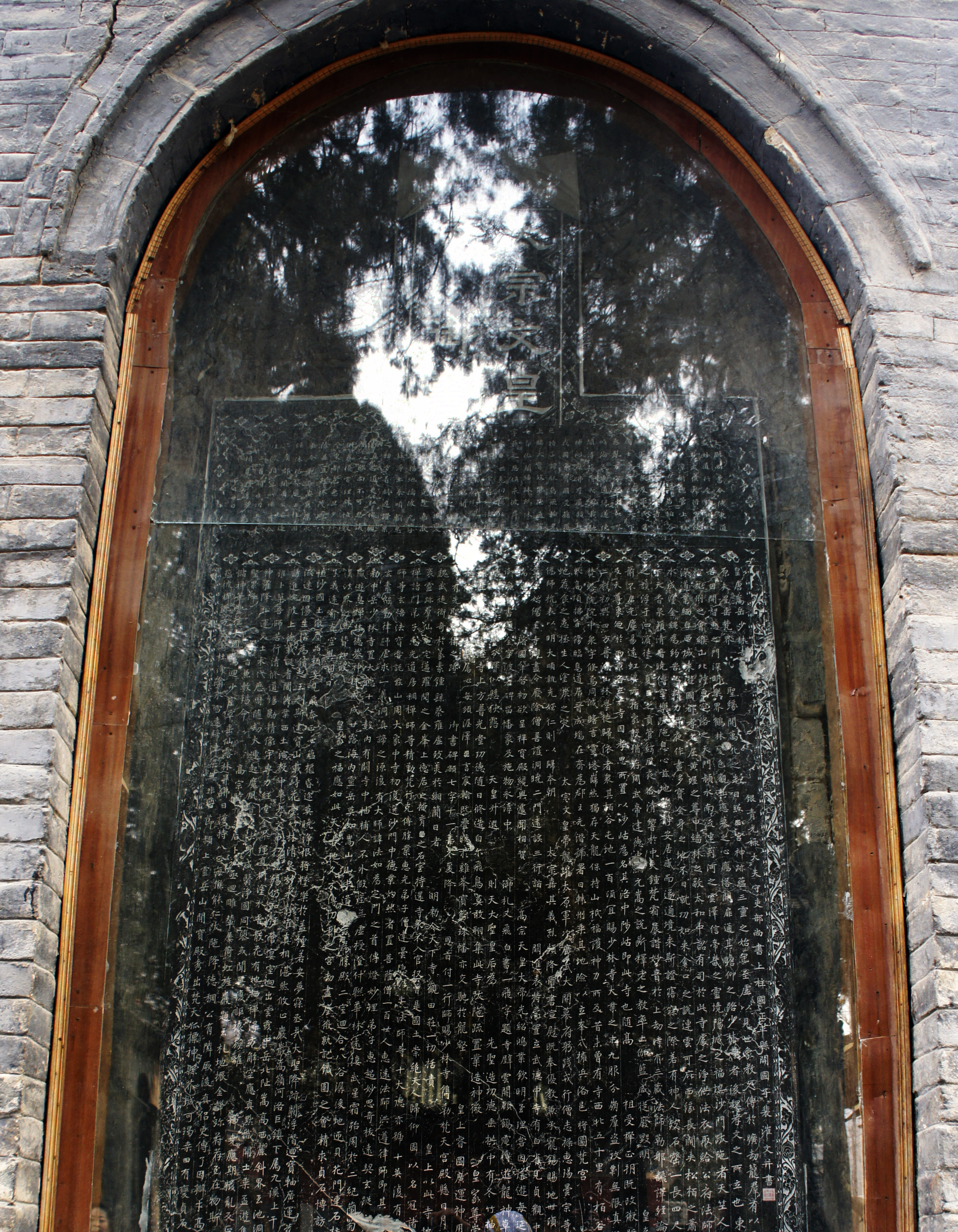
皇唐嵩岳少林寺碑

前身は北周に洛陽城内に宣帝が創建した陟岵寺（ちょっこじ、zhìhù sì）。隋の文帝に勅によって寺名を少林寺と改める。
『魏書』巻114「釈老志」によれば、その創建は、496年（太和20年）で、孝文帝が西域沙門の仏陀禅師（仏陀跋陀羅、釈老志では跋陀、仏陀は『続高僧伝』巻16の表記による）の住寺として、少室山陰に建立したとされる。
その後禅宗では、唐代の『伝法宝紀』の時代になって初めて、菩提達磨がこの寺で面壁九年に及び、慧可が師の面前で断臂した寺であると伝承されるに至り、『宝林伝』以後の灯史が、それを踏襲する。
唐朝の創業期には、洛陽を本拠とした王世充の鄭国政権を見限り、唐の李世民（後の太宗）軍に対して自坊の僧兵たちを援軍として出すことで助力し、鄭の征討に貢献した。寺内には、「皇唐嵩岳少林寺碑」、「唐太宗御書碑」が残る。
1928年に、軍閥混戦の最中に隋末以降最大の大火があり、天王殿、大雄殿、法堂、鐘楼、鼓楼、客堂、庫房、香積厨、東西禅堂、緊那羅殿、六祖堂、閻王殿、龍王殿などの寺の主要建造物が燃えてしまった。また、寺に収蔵されていた明代の銅版経典、「少林寺志」の木版、魏代に作られた仏像や碑、および達磨面壁影石と仏堂に陳列されていた儀杖も全部焼失した。最近、天王殿、緊那羅殿、東西禅堂と僧院は復元された。
2015年、寺の住職である釈永信に対し、インターネット上で寺の私物化や女性問題の存在について告発する投稿があり、一時当局が調査に乗り出した。さらに2025年7月27日、少林寺は住職に資産横領の疑いがあるとして調査を受けていることを発表。これを受けて中国仏教協会は翌28日、「釈氏の行為は非常に悪質で、仏教界の名声を傷つけ、僧侶のイメージを損ねた」として、僧侶の身分を取り消すことに同意したと表明した。

## 禅の発祥伝説
伝説によれば、インド仏教第28祖で中国禅の初祖となる達磨が壁に向かって9年間座禅していたところに、二祖慧可が訪ねて達磨の教えを求めたという。これにより、中国で禅の教えが広まったと伝えられる。

## 曹洞宗の拠点
元代初期、世祖クビライは曹洞宗の五十二世雪庭福裕禅師を嵩山少林寺の住持に任じた。雪庭福裕は戦乱で破壊された嵩山一帯の仏教寺院を修復するとともに曹洞禅の教勢を張った。それ以降、華北地方の曹洞宗の大きな拠点となっている。

## 住職

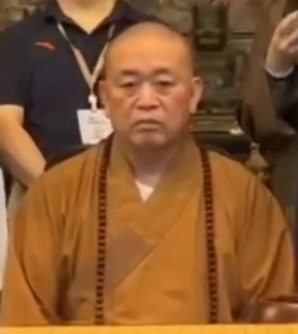
住職の永信

- 釈永信 - 少林寺方丈。1990年代以降に積極的な観光政策を推し進めた。経営学修士（ＭＢＡ）を取得し[3]、「少林CEO」の異名をとる。「経済和尚」「政治和尚」とも呼ばれて内外の反発も大きくたびたびスキャンダルを流される。

## 現代の少林武術
嵩山少林寺は中国の市場経済化に伴い、物販・観光・武術公演などの商業活動を活発に行っている。1988年から少林武術ショーを行なっており、現在では世界各地で公演が催されている。1996年に公式ウェブサイトを開設。1998年には少林寺実業発展有限公司を起業してお茶などの通販を行う一方で、「少林」「少林寺」など関連する多くの商標を登録、あるいは申請している。
嵩山少林寺南北武術院では曹洞宗正宗第34代功夫伝人のもとに、少林寺入門基本功、仏門禅学、少林寺気功、柔骨功、少林寺五行拳、少林寺八段錦、少林寺易筋経十二段錦、十八般兵器などが教練されている。
2013年当寺院周辺に、少林拳とサッカーを融合（少林サッカー）させて教えるサッカースクールを2017年までに建設する計画があることが関係者から発表された。

## 画像集

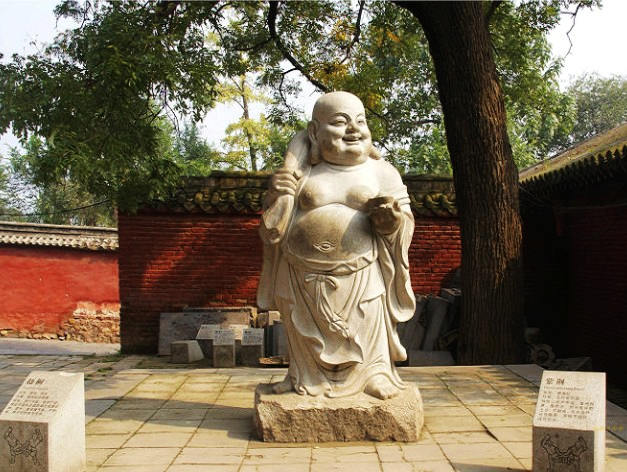
野外仏像
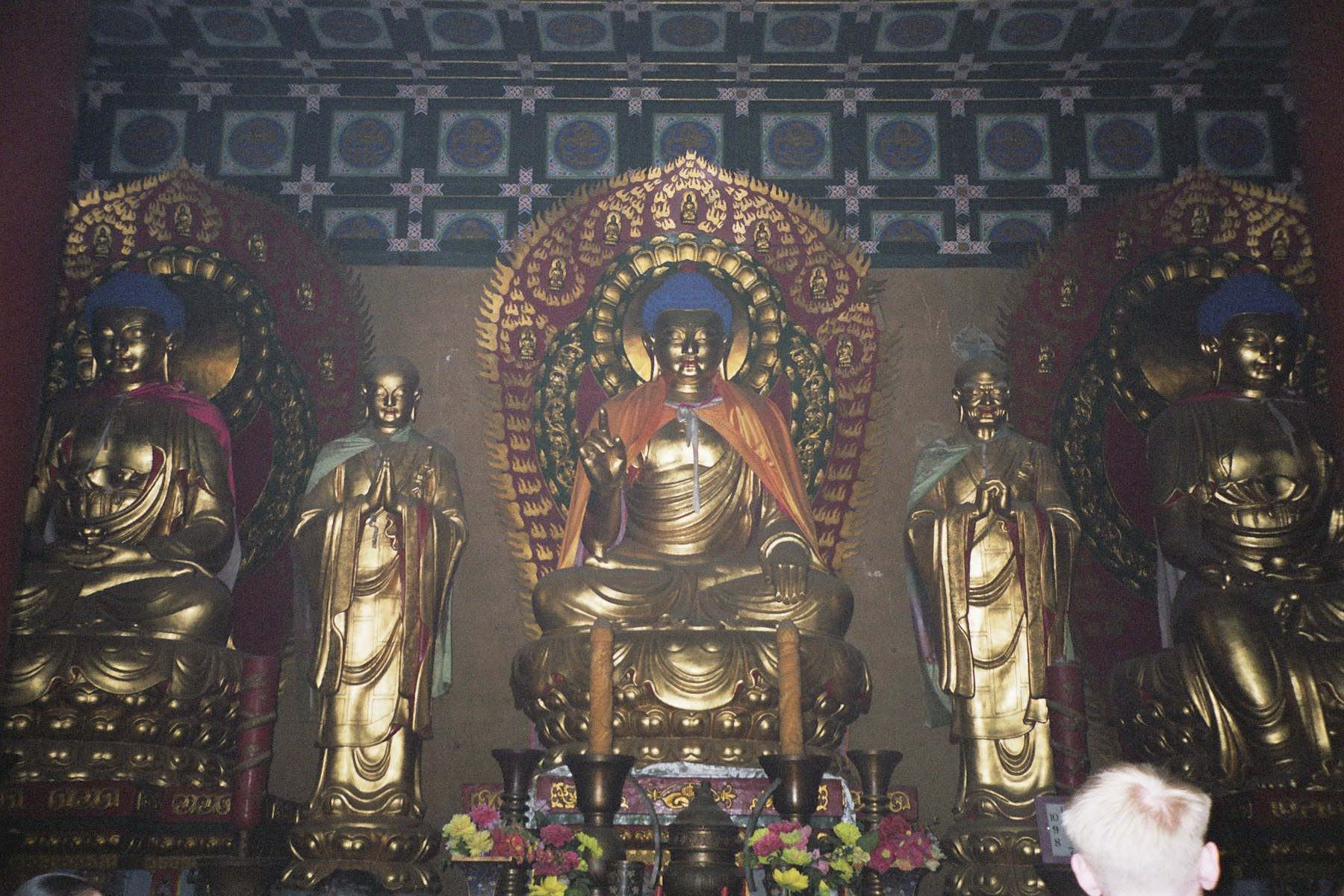
仏像
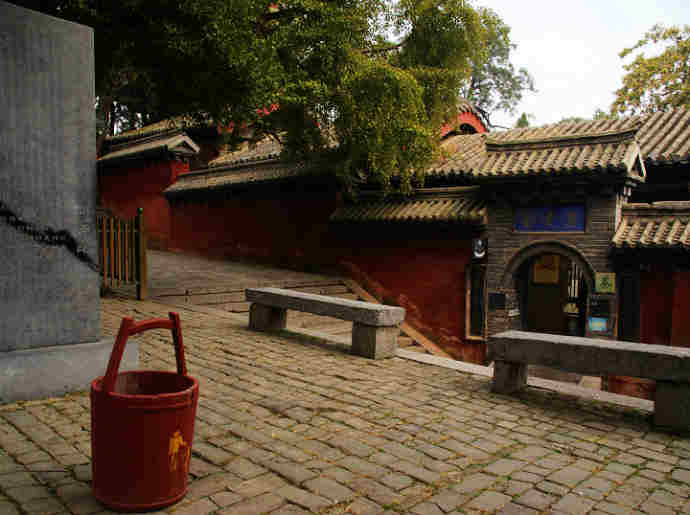
慈雲堂
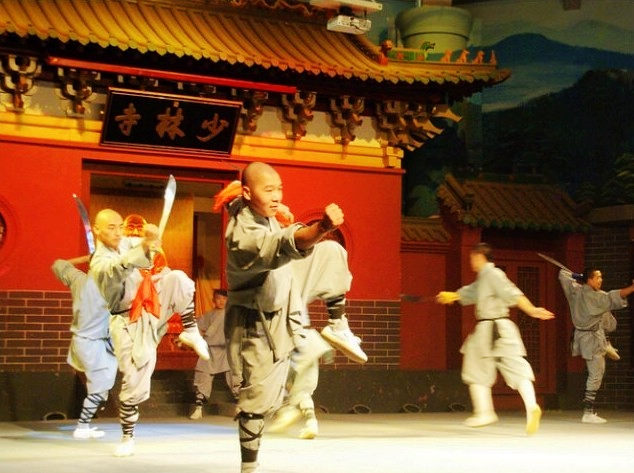
武術演武
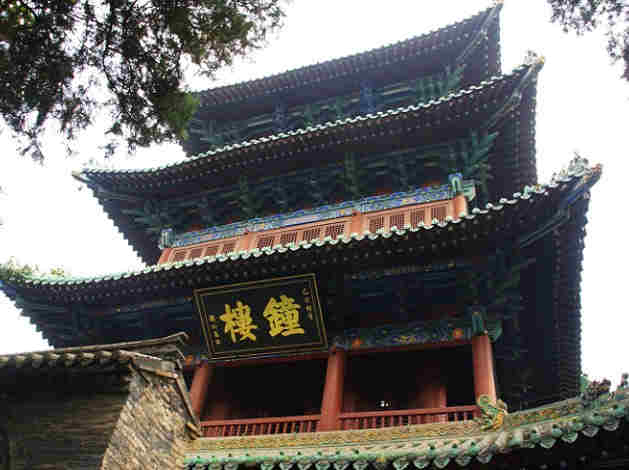
鐘楼
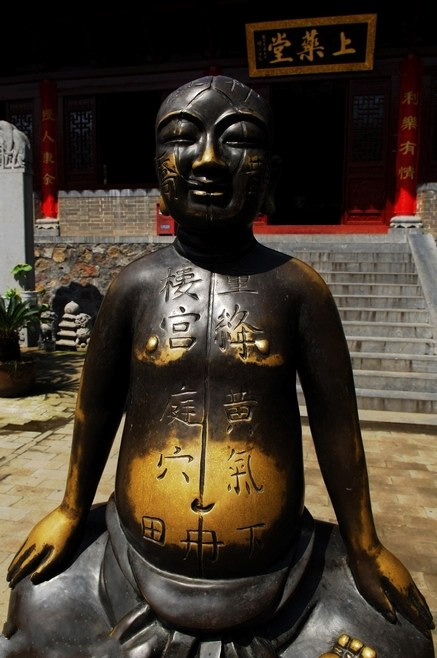
銅像
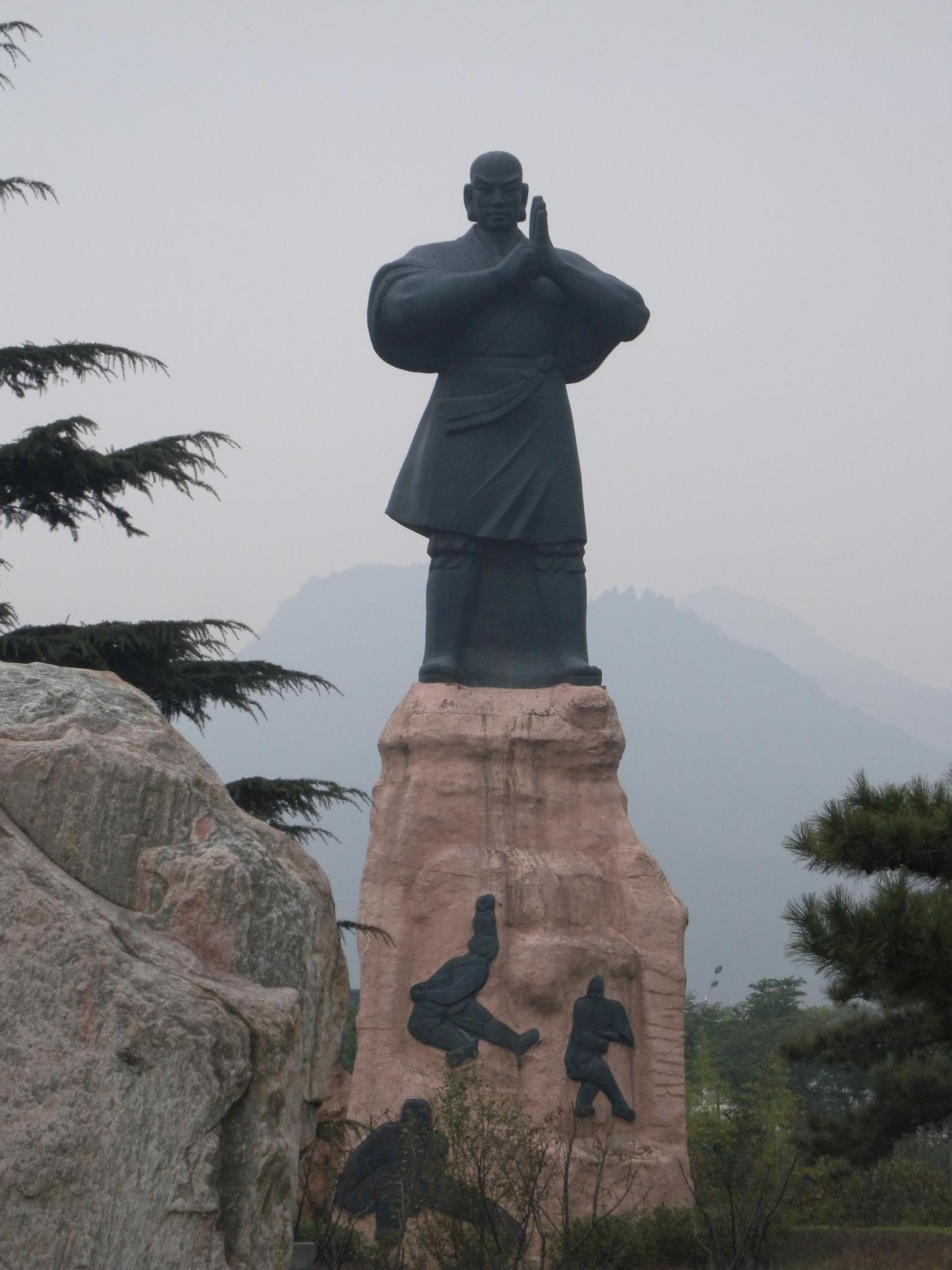
彫像
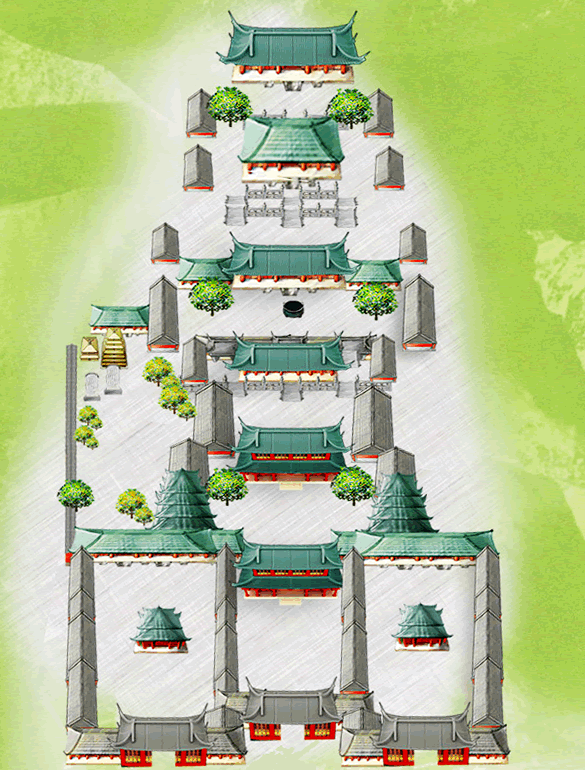
少林寺平面図